# Григра
Григра (на английски: Grigra) е малко северноамериканско индианско племе, което по времето на контакта с първите французи живее в централната част на Мисисипи и е тясно свързано с племето натчези.

## Име и език
Не е известно истинското им име. Името григра им е дадено от французите, заради честата употреба на звука „р“ в езика им. От това учените впоследствие стигат до извода, че григра може би са говорели език туника.

## История
Предполага се, че малко преди идването на французите, григра живеят някъде по река Язу. В средата на 17 век обаче те напускат родината си и се преместват близо до натчезите. През 1720те французите ги споменават като едно от трите антифренски натчезки племена, които могат да противопоставят около 60 бойци. В този период селото им става известно като „Грей селото“ на натчез. След последната натчезка война от 1739 година са абсорбирани от натчезите.